# São Filipe Néri em Eurosia (diaconia)
São Filipe Néri em Eurosia (em latim, S. Philippi Neri in Eurosia) é uma diaconia instituída em 7 de junho de 1967 pelo Papa Paulo VI, por meio da constituição apostólica Ea sollicitudine affecti. A igreja titular deste título é San Filippo Neri in Eurosia, no quartiere Ostiense de Roma.

## Titulares protetores
- Alfred Bengsch, título pro illa vice (1967-1979)
- Vacante (1979-2003)
- Attilio Nicora (2003-2014); título pro hac vice (2014-2017)
- Fabio Baggio, C.S. (2024-)